# Sveta družina z detetom Janezom Krstnikom (Rosso Fiorentino)
Sveta družina z detetom Janezom Krstnikom je oljna slika na lesu (63,5 x 42,5 cm) Rossa Fiorentina, nastala okoli leta 1521 in shranjena v umetniški galeriji Walters v Baltimoru.

## Zgodovina in opis
Nedokončana nabožna oltarna slika se običajno nanaša na zgodnja 1520-ta, na začetek njegovega bivanja v Volterri, zaradi tesne povezave z oltarno sliko iz Villamagne. Predstavlja Marijo z otrokom, ki stoji na zeleni blazini, postavljeni ob spodnjem robu mize, na levi strani pa sta sveti Jožef in sveti Janez Krstnik obrnjena proti Odrešeniku, z zelo poudarjeno rotacijo. Zagon otroka, ki objema svojo mater, spominja na Marijo s harpijami Andrea del Sarta (1517). Prisotnost slogovnih značilnosti Donatella je bila povezana z možno povezavo z Jacopom Sannazzarom na hipotetičnem neapeljskem potovanju v tistih letih: pisec je bil v resnici nagnjen k obnovitvi vrednot literarne tradicije 14.–15.
Za umetnika so značilne solzne oči, nemirna kontura, živahna in dinamična poteza čopiča, zoženost nekaterih anatomskih detajlov, kot je elegantna roka Marije.